# Global Compact

Das Logo des Global Compact

Global Compact oder auch United Nations Global Compact ist der englische Name für einen weltweiten Pakt (deutsch: Globaler Pakt der Vereinten Nationen), der zwischen Unternehmen und der UNO geschlossen wird, um die Globalisierung sozialer und ökologischer zu gestalten. Verwechslungsgefahr besteht mit dem Global Compact for Safe, Orderly and Regular Migration und mit dem Global Compact on Refugees.
Am 31. Januar 1999 wurde der Pakt offiziell von UN-Generalsekretär Kofi Annan in einer Rede anlässlich des Weltwirtschaftsforums in Davos allen interessierten Unternehmensführern angeboten. Die Internationale Handelskammer (ICC) war nicht nur der erste, sondern lange Zeit auch der einzige Ansprechpartner aus der Wirtschaft, der diese Initiative aufgriff. Im Juli 1999 vereinbarten die ICC und Kofi Annan eine enge Zusammenarbeit. Die ICC gewann die ersten 50 multinationalen Unternehmen. Am 26. Juli 2000 wurde in New York die operative Phase gestartet.

## Prinzipien
Die Teilnahme am Global Compact wird durch einen kurzen Brief an den UN-Generalsekretär begründet. Darin erklärt ein Unternehmen seinen Willen, sich darum zu bemühen, in Zukunft bestimmte soziale und ökologische Mindeststandards einzuhalten. Diese Grundsätze sind in zehn Prinzipien gefasst, die hier sinngemäß wiedergegeben werden.
Unternehmen, die den Global Compact unterschreiben, sollen …
1. die international verkündeten Menschenrechte respektieren und ihre Einhaltung innerhalb ihrer Einflusssphäre fördern.
2. sicherstellen, dass sie nicht bei Menschenrechtsverletzungen mitwirken.
3. die Rechte ihrer Beschäftigten, sich gewerkschaftlich zu betätigen, respektieren sowie deren Recht auf Kollektivverhandlungen effektiv anerkennen.
4. alle Formen von Zwangsarbeit bzw. erzwungener Arbeit ausschließen.
5. an der Abschaffung von Kinderarbeit mitwirken.
6. jede Diskriminierung in Bezug auf Beschäftigung und Beruf ausschließen.
7. eine vorsorgende Haltung gegenüber Umweltgefährdungen einnehmen.
8. Initiativen zur Förderung größeren Umweltbewusstseins ergreifen.
9. die Entwicklung und die Verbreitung umweltfreundlicher Technologien ermutigen.
10. gegen alle Arten der Korruption eintreten, einschließlich Erpressung und Bestechung.

Die Korruptionsbekämpfung wurde nachträglich aufgenommen.
Die unterzeichnenden Unternehmen sollen einen jährlichen Bericht darüber verfassen.

## Beteiligte
Weltweit über 13.000 Teilnehmer verpflichteten sich bis Mitte 2018 zu den zehn Prinzipien des Global Compact, davon etwa 10.000 Unternehmen. Da der Global Compact ein Multi-Stakeholder-Netzwerk ist, beteiligen sich neben Unternehmen auch Zivilgesellschaft, Forschungseinrichtungen, Wirtschafts- und Arbeitnehmerverbände sowie Kommunen.
Auf Seiten der UNO beteiligen sich folgende Organisationen:
- der Hohe Kommissar der Vereinten Nationen für Menschenrechte OHCHR,
- die Internationale Arbeitsorganisation (ILO),
- das Umweltprogramm der Vereinten Nationen UNEP,
- das Entwicklungsprogramm der Vereinten Nationen UNDP,
- die Organisation der Vereinten Nationen für industrielle Entwicklung UNIDO,
- das Büro der Vereinten Nationen für Drogen und Verbrechen UNODC.

Im Jahr 2005 wurde der Präsident der Novartis Stiftung für nachhaltige Entwicklung Klaus Leisinger von Kofi Annan, dem Generalsekretär der Vereinten Nationen, als Nachfolger von John Ruggie zum Sonderberater für den Global Compact ernannt.
Zum Teil schließen sich die Teilnehmer in nationalen Netzwerken zusammen. Mittlerweile sind über 80 dieser nationalen Netzwerke etabliert oder im Entstehen.

### Das Deutsche Global Compact Netzwerk
Die deutschen Teilnehmer organisieren sich seit 2000 im Stiftung Deutsches Global Compact Netzwerk. Das Netzwerk umfasst 20 der DAX-30-Konzerne, kleine und mittelständische Unternehmen sowie wissenschaftliche Einrichtungen wie die Freie Universität Berlin und Nichtregierungsorganisationen wie Amnesty International und Transparency International.
Die Koordination des Netzwerks hat 2001 die heutige Deutsche Gesellschaft für Internationale Zusammenarbeit, eine staatliche Organisation der Entwicklungszusammenarbeit, übernommen. Dies geschieht im Auftrag des Bundesministeriums für wirtschaftliche Zusammenarbeit und der Unternehmen im Global Compact sowie in Abstimmung mit dem Auswärtigen Amt und der Internationalen Handelskammer.

## Jahrbücher

### Das Global Compact Jahrbuch Deutschland
Das Global Compact Jahrbuch Deutschland erscheint seit 2004 und bündelt im Mantelteil die wichtigsten Themen aus den Bereichen Menschen- und Arbeitsrechte, Umweltschutz und Korruptionsbekämpfung. Es orientiert sich dabei an den zehn Prinzipien des UNGC. Der Innenteil bietet Unternehmen die Möglichkeit, „Best Practice“-Beispiele ihres Engagements in diesen Bereichen vorzustellen und folgt damit dem Shared-Learning-Ansatz des Global Compact.
Das Jahrbuch ist traditionell ein nicht kommerzielles Projekt. Um die anfallenden Produktionskosten zu finanzieren, beteiligen sich die Teilnehmer des Deutschen Global Compact Netzwerks finanziell.
Zu den Autoren der bisherigen Ausgaben zählen unter anderem Ban Ki-moon, Angela Merkel, Georg Kell, Jørgen Randers, Heidemarie Wieczorek-Zeul und Ernst Ulrich von Weizsäcker.

### Das Global Compact International Yearbook
Das Internationale GC Jahrbuch erscheint seit 2009 und folgt in Inhalt und Aufbau der deutschen Ausgabe. Das Jahrbuch erscheint in englischer Sprache. Zielgruppe sind die Teilnehmer des Global Compact (UNGC), Unternehmen und deren Anspruchsgruppen, Investoren, Politiker, Nichtregierungsorganisationen sowie Hochschulen. Die Erlöse aus dem weltweiten Buchverkauf fließen an die „Foundation for the Global Compact“.
In Zusammenarbeit mit dem UN Global Compact Office in New York werden aktuelle Themenschwerpunkte beleuchtet. Gleichzeitig können sich regionale Netzwerke präsentieren. Wie in der deutschen Ausgabe erhalten Unternehmen im Innenteil die Möglichkeit, „Best Practice“-Beispiele vorzustellen. Alle Beiträge erscheinen auch online.
Autoren des Internationalen Jahrbuches waren unter anderem: Ban Ki-moon, Georg Kell, Jerome Glenn, Michael Hastings, Marc Lee und Achim Steiner.

## Kritik
Die Prinzipien des Global Compact sind Minimalstandards, die auf Dokumenten beruhen, die von einem Großteil der Völkergemeinschaft akzeptiert werden und daher ohnehin in die nationale Rechtsprechung eingeflossen sind. Sie werden daher als zu schwach und unwirksam kritisiert.
Darüber hinaus ist die Einhaltung der Kriterien freiwillig. Es gibt keine Sanktionen, falls ein Unternehmen die selbst gesteckten Ziele nicht erfüllt. Das derzeit einzige Instrument des Global Compact ist die Verpflichtung zur jährlichen Kommunikation, die über Fortschritte und Probleme in der Entwicklung des Unternehmens berichten soll. Nicht kommunizierende Unternehmen werden auf der Website der Organisation gesondert aufgeführt, bei zweimaligem Versäumnis wird die Teilnahme als beendet angesehen. Die Inhalte der abgegebenen Berichte werden jedoch nicht überprüft und stellen somit nur eine freiwillige Selbstauskunft dar. Die Richtlinien der Global Reporting Initiative werden zwar als mögliche, aber unverbindliche Standards für diese Nachhaltigkeitsberichte empfohlen.
Die niedrige Aufnahmebarriere führt weiterhin dazu, dass sich auch Unternehmen, die gegen die Prinzipien verstoßen, auf der Liste der Teilnehmer befinden. Es ist somit von außen nicht ersichtlich, ob das Unternehmen die Richtlinien tatsächlich einhält oder sich zumindest in einem Prozess der Besserung befindet, oder die Mitgliedschaft in der Organisation als Werbemaßnahme ansieht.
Zusammenfassend lautet die Kritik, dass die beteiligten Unternehmen mit dem Global Compact keine Verpflichtung eingehen, sondern ihn als Werbeinstrument missbrauchen. Sie profitieren vom seriösen Ruf der UNO, ohne tatsächlich soziale und ökologische Mindeststandards einzuhalten. In Anspielung auf die blaue Farbe der UNO wird dieses Verhalten als bluewash (blauwaschen) bezeichnet. Einige nichtstaatliche Organisationen haben deshalb gedroht, den Pakt zu verlassen, wenn er nicht verbindlicher wird.
Mary Robinson, Hochkommissarin für Menschenrechte der Vereinten Nationen bis September 2002, stellte bereits 2004 fest, dass man sich fragen müsste, warum das auf Freiwilligkeit beruhende Global Compact seine Ziele nicht erreiche.
Im Jahr 2010 erhielt das Wassermandat des Global Compact den Negativpreis Public Eye Award in der Kategorie „Greenwash“.